# Duvaliomimus megawattus
Duvaliomimus (Duvaliomimus) megawattus – gatunek chrząszcza z rodziny biegaczowatych i podrodziny Trechinae.

## Taksonomia
Gatunek został opisany w 2010 roku przez Jamesa Iana Townsenda w 62 tomie Fauna of New Zealand.

## Opis
Ciało długości od 5 do 5,8 mm. Głowa, przedplecze i pokrywy ubarwione ciemno-rudo-czarno, a czułki, głaszczki i odnóża jasno rudo-brązowo. Głowa matowa z mikrorzeźbą. Bruzdy czołowe płytkie w miejscach styku z bruzdą szyjną. Oczy dobrze rozwinięte, wypukłe. Przedplecze o tylnych kątach ostrych, bardzo słabo wystających bocznie, bocznych wyżłobieniach dobrze rozwiniętych, a tylnej krawędzi bardzo lekko obrzeżonej. Pokrywy o ramionach równolegle zaokrąglonych, międzyrzędach słabo wypukłych, a rzędach niekiedy częściowo podzielonych na punkty. Ząbek na 2 pierwszych członach przednich stóp samców wyraźny, a człony te powiększone. Aedeagus samca zbliżony do tego u D. styx, lecz o wierzchołku krótszym.

## Występowanie
Gatunek ten jest endemitem Nowej Zelandii, znanym wyłącznie z Wyspy Północnej.